# Badulla
Badulla (tiếng Sinhala: බදුල්ල, tiếng Tamil: பதுளை) là một thành phố lớn của quốc đảo Sri Lanka. Là thành phố thủ phủ (Capital City) của huyện Badulla và tỉnh Uva. Thành phố này cách Kandy 60 km và phía Đông Nam, gần như được bao quanh bởi sông Oya Badulu, nằm trên độ cao 680 m so với mực nước biển. Xung quanh thành phố là những ngọn đồi với phong cảnh như tranh vẽ, đa phần trong số đó là những cánh đồng chè bạt ngàn.

## Liên kết
- Office of the Governor - Uva / ඌව පලාත් ආණ්ඩුකාරවර කාර්යාලය
- Provincial General Hospital - Badulla / පළාත් මහ රෝහල - බදුල්ල
- A school in Badulla District
- Badulla  Lưu trữ ngày 7 tháng 8 năm 2018 tại Wayback Machine
- Detailed map of Badulla vicinity and Sri Lanka